# Teresa Ansúrez

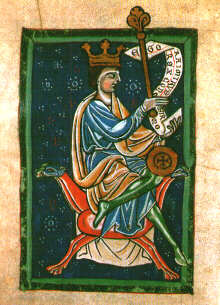
Teresin syn Ramiro III. Leónský

Teresa Ansúrez († 997, Oviedo) byla manželkou krále Sancha I. Leónského, a proto je také známá jako Teresa Leónská. V letech 975 až 979 byla regentkou svého syna.

## Královna
Teresa byla dcerou šlechtice Ansur Fernández a Gontrody Nuñez a sestrou Fernanda Ansúreze II. Provdala se za Sancha I. Leónského a měla s ním děti, krále Ramira III. Leónského a Urracu Sánchez.

## Regentka
Teresa byla po smrti svého manžela umístěna do kláštera a regentkou jejího syna byla její švagrová Elvíra Ramírez. Když však koalice vytvořená Elvírou utrpěla vojenskou porážku u Gormazu v roce 975, byla nucena ustoupit ze své aktivní role ve vládě a Teresa převzala regentství, dokud její syn nedosáhl plnoletosti.